# Parolinia ornata
Parolinia ornata är en korsblommig växtart som beskrevs av Philip Barker Webb. Parolinia ornata ingår i släktet Parolinia och familjen korsblommiga växter. Inga underarter finns listade i Catalogue of Life.

## Bildgalleri

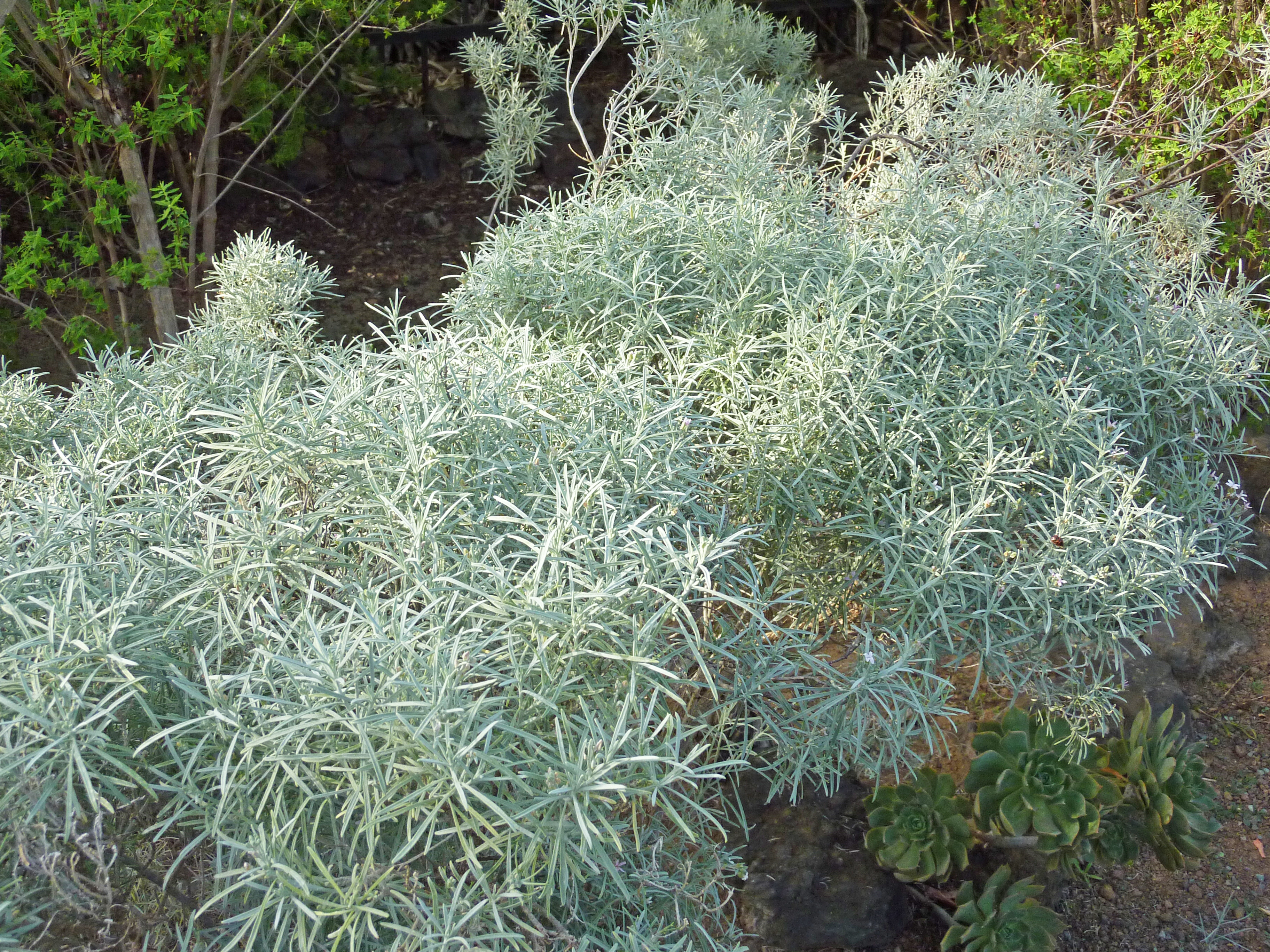
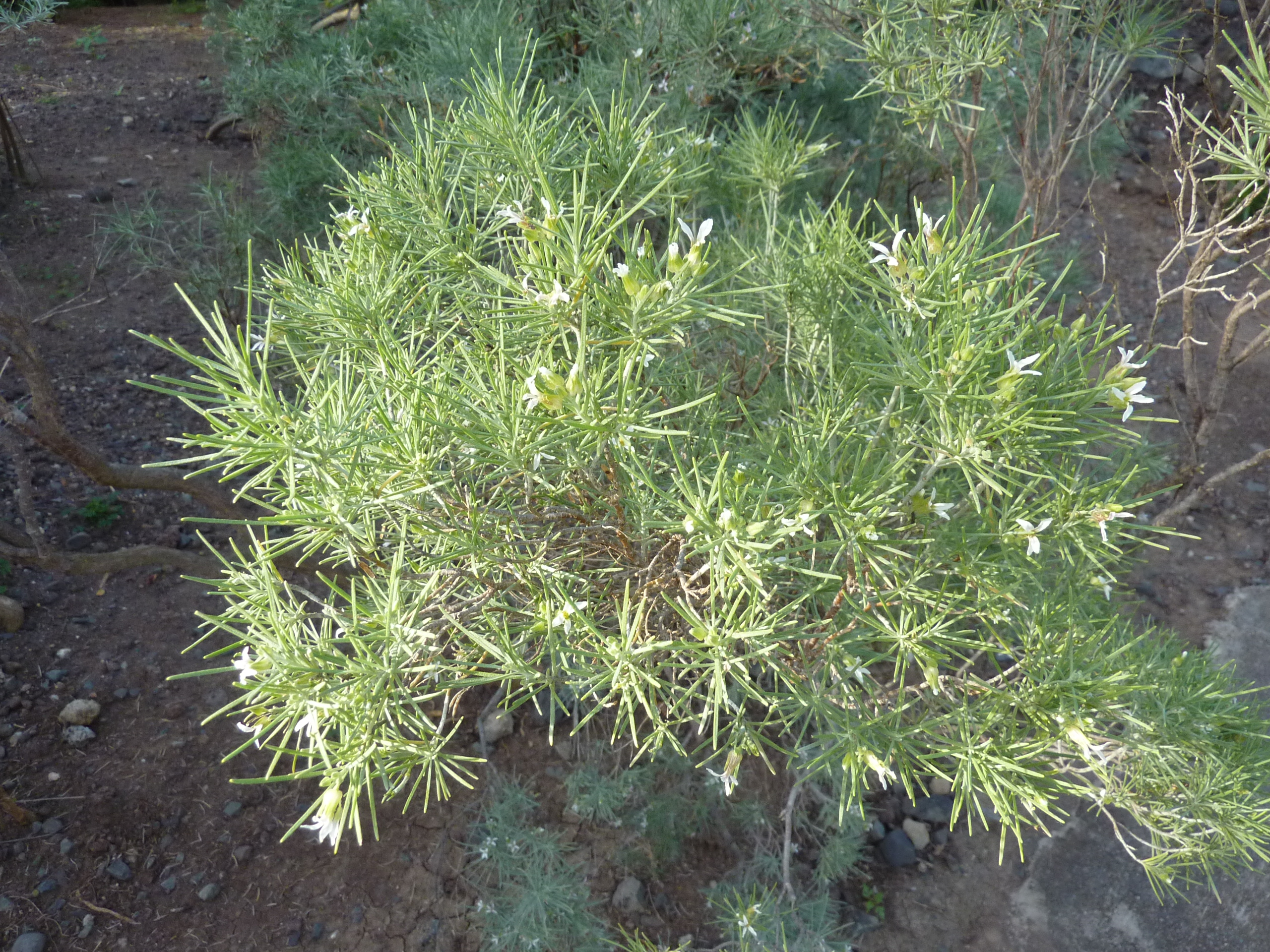